# Bongwater (película)
Bongwater es una película cómica de 1997, basada en el libro del mismo nombre, situada en Portland, Oregón, y protagonizada por Luke Wilson, Alicia Witt, Amy Locane, Brittany Murphy, Jack Black y Andy Dick.

## Elenco
- Luke Wilson como David.
- Alicia Witt como Serena.
- Amy Locane como Jennifer.
- Brittany Murphy como Mary.
- Jack Black como Devlin.
- Andy Dick como Tony.
- Jeremy Sisto como Robert.
- Jamie Kennedy como Tommy.
- Scott Caan como Bobby.
- Christian J. Meoli como Tobo
- George Kuchar como Homeless Madre.
- Patricia Wettig como Madre.
- Michael Artura como Policía.
- Scott Anthony Ferguson como Bombero.
- Kyle Gass
- Eric Mabius como Fenton (no acreditado).

## Producción
Lael Loewenstein, crítico de películas de la revista Variety, le dio a la película una crítica mixta.

## Premios

### Nominaciones
- Premios DVD Exclusive: Premio Vídeo Estreno, Mejor Actriz de Reparto, Brittany Murphy; 2001.